# Касноантички шлем из Јарка
Касноантички шлем из Јарка је римски позлаћени шлем типа Беркасово из 4. века пронађен 2006. године у околини села Јарак код Сремске Митровице. Део је збирке Археолошког одељења Музеја Војводине у Новом Саду.

## Откриће
Делове шлема проналазач је открио у малом сиво-печеном керамичком крчагу. Пре него што се обратио стручњацима Музеја Војводине, комаде сребрног позлаћеног лима исправљао је и лепио на картонску подлогу, не познајући њихову функцију и намену.

Шлем је могао израдити непознати мајстор у 4. веку тако што је ставио позлату на сребрни лим, украсио га и заковао на гвоздену подлогу, а потом поставио кожом. Могао га је носити неки високи римски коњички официр, којег је судбина одвела у непознатом правцу. Шлем је завршио у рукама онога ко је са њега скинуо златну оплату, одваљујући заковице и нитне, а настале комаде ставио у крчаг и из непознатих разлога похранио у земљу. Шлем се састојао од већег броја фрагмената сребрног лима украшених пластично изведеним орнаментима, као и од две копче и више закивака и нитни, такође израђених од сребра.
- Крчаг у коме су пронађени фрагменти шлема
- Делови шлема залепљени на картон
- Реконструисани шлем из Јарка
- Леви профил
- Десни профил

## Конзервација
Конзервација и реконструкција шлема из Јарка представљале су за конзерваторе мукотрпан посао. Они су најпре пажљиво одлепили делове шлема са картонске подлоге, а потом  приступили чишћењу и уклањању слоја корозије. Тиме је откривено да је површина сребрног лима била позлаћена, али се дошло и до још једног значајног открића – на оплати десне образине указала су се слова натписа, изведена пунктирањем и урезивањем. Археолози су успели да прочитају тек неколико слова у натпису и изведу закључак да је он настао након израде шлема, било као посвета у тренутку доделе шлема, или вероватније, као потпис власника који је обележавао своју имовину.
- Одвајање делова шлема од картонске подлоге
- Натпис на десној образини

## Реконструкција
Након чишћења, поступком исправљања на кожној подлози помоћу зубарских и алатки од полудрагог камена ахата, делови позлаћеног сребрног лима вратили су се у првобитну форму. После чишћења и спајања фрагмената, археолози и конзерватори дошли су до заједничког закључка: оплата шлема из Јарка била је сачувана у проценту од 85%, што је његову реконструкцију учинило изводљивом.

Мање раскошан шлем из Беркасова, познат под називом шлем број 2, послужио је као пример за реконструкцију шлема из Јарка.
- Обликовање калоте шлема

## Историјат околине села Јарак
Историја села Јарак и његове околине веома је богата. Богатство и разноврсност археолошког материјала сведоче да су у 1. веку пре нове ере, на овим просторима живела келтска и панонска племена као предримско становништво које је било у контакту са Римским царством. Тадашња римска провинција Друга Панонија, у којој се налазило и село Јарак тада је била поприште бројних сукоба између самих римљана у борби за власт, али и са спољним непријатељима. Важност положаја села отвара могућност постојања и римског насеља из каснијег времена. Историјски извори помињу античку станицу Fossis као последњу станицу у оквиру територије Сирмијума, на траси римског пута према Басијанама, једном од значајнијих градова римске Паноније, који се налазио у близини данашњих Доњих Петроваца код Руме. Значење латинске речи Fossae – ров, канал, навело је научнике да станицу Fossis првобитно доведу у везу са данашњим селом Јарак. Ипак, потоња археолошка истраживања показала су да пут од Сирмијума није скретао према Јарку, него је ишао ка Шашинцима, што значи да би у њиховој околини, заправо, требало тражити станицу Fossis.